# Hôtel de Soyecourt
L'hôtel de Soyecourt est un hôtel particulier situé sur la place des Victoires à Paris, en France.

## Localisation
L'hôtel de Soyecourt est situé dans le 1er arrondissement de Paris, au 3 place des Victoires. Il se trouve sur le côté sud-est de la place, bordé à l'ouest par la rue La Feuillade et à l'est par l'hôtel Bauyn de Péreuse.

## Historique
L'hôtel date de la fin du XVIIe siècle. Il est construit entre 1683 et 1689 sur des plans de Jules Hardouin-Mansart pour l'architecte Jean-Baptiste Prédot, qui le revend en 1689 à Marie Renée  de Longueil, fille de René de Longueil, le Président de Maisons, et épouse de Maximilien Antoine de Belleforière, marquis de Soyécourt. La marquise de Soyécourt donne son nom à l'hôtel, qu'elle revend en 1698 au financier Antoine Crozat.
Après la mort de ce dernier, en 1738, l'hôtel est vendu par ses enfants en 1743 et passe ensuite entre diverses mains.
L'édifice est inscrit au titre des monuments historiques en 1926.
Il de doit pas être confondu avec l'Hôtel de Maisons, également appelé Hôtel de Longueil (dit aussi de Maisons, puis d'Angervilliers, puis de Soyecourt, puis Pozzo di Borgo), situé aux 49-51, rue de l'Université à Paris, et propriété d'Ali Bongo depuis 2010 (acheté 98 millions d'euros).